# Горни-Дубовик
Горни-Дубовик (серб. Горњи Дубовик / Gornji Dubovik) — село в общине Вишеград Республики Сербской Боснии и Герцеговины. В настоящее время село необитаемо.